# Bermudas nos Jogos Olímpicos de Verão de 1972
Bermudas participou dos Jogos Olímpicos de Verão de 1972 em Munique, Alemanha Ocidental.

## Resultados por Evento

### Remo
Skiff simples masculino
- James Butterfield
  - Eliminatória — 8:29.20
  - Repescagem— 8:26.16 (→ não avançou)